# Parque Nacional de Shenandoah

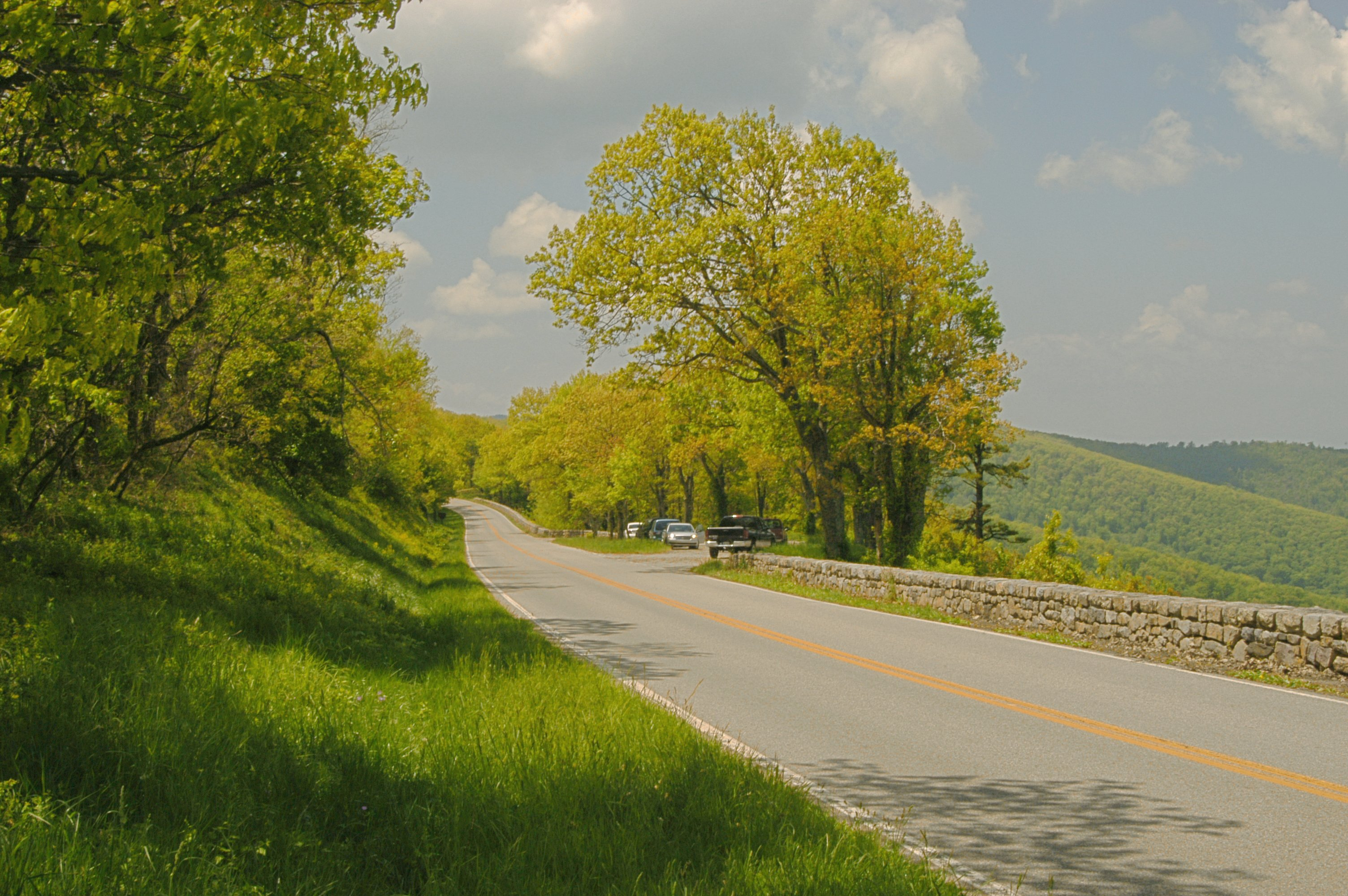
Skyline Drive

Shenandoah National Park é um parque nacional localizado nos Estados Unidos.
Alguns locais deste parque nacional nas montanhas Blue Ridge ainda preservam traços das fazendas que se espalhavam pela região. Mas, hoje, a maior parte dos mais de 80.000 hectares do Parque Nacional de Shenandoah foi reflorestada e preservada. Durante esse processo, muitas das pessoas que trabalhavam nas fazendas abandonadas foram relocadas pelo governo norte-americano. Porém algumas ganharam permissão para continuar vivendo lá enquanto o Serviço Nacional de Parques e o Corpo Civil de Conservação gradualmente devolviam a região à sua condição original.